# Fresno (Ohio)
Fresno é um lugar designado pelo censo localizado no condado de Coshocton no estado estadounidense de Ohio. No Censo de 2010 tinha uma população de 140 habitantes e uma densidade populacional de 235,02 pessoas por km².

## Geografia
Fresno encontra-se localizado nas coordenadas 40° 19′ 51″ N, 81° 44′ 19″ O. Segundo o Departamento do Censo dos Estados Unidos, Fresno tem uma superfície total de 0.6 km², da qual 0.6 km² correspondem a terra firme e (0%) 0 km² é água.

## Demografia
Segundo o censo de 2010, tinha 140 pessoas residindo em Fresno. A densidade populacional era de 235,02 hab./km². Dos 140 habitantes, Fresno estava composto pelo 95.71% brancos, o 0% eram afroamericanos, o 2.14% eram amerindios, o 0% eram asiáticos, o 0% eram insulares do Pacífico, o 0% eram de outras raças e o 2.14% pertenciam a duas ou mais raças. Do total da população o 0% eram hispanos ou latinos de qualquer raça.